# Монблан (Франция)
Монбла́н (фр. Monblanc) — коммуна во Франции, находится в регионе Юг — Пиренеи. Департамент — Жер. Входит в состав кантона Саматан. Округ коммуны — Ош.
Код INSEE коммуны — 32261.

## География
Коммуна расположена приблизительно в 610 км к югу от Парижа, в 40 км юго-западнее Тулузы, в 39 км к юго-восточнее от Оша.

## Климат
Климат умеренно-океанический. Лето жаркое и немного дождливое, температура часто превышает 35 °С. Зимой часто бывает отрицательная температура и ночные заморозки. Годовое количество осадков — 700—900 мм.

## Население
Население коммуны на 2010 год составляло 368 человек.
| 1962 | 1968 | 1975 | 1982 | 1990 | 1999 | 2010 |
| ---- | ---- | ---- | ---- | ---- | ---- | ---- |
| 300  | 288  | 270  | 276  | 251  | 286  | 368  |

## Администрация
| Период | Период | Фамилия    | Партия | Примечания |
| ------ | ------ | ---------- | ------ | ---------- |
| 2001   | 2020   | Бернар Риб |        |            |

## Экономика
В 2010 году среди 212 человек трудоспособного возраста (15-64 лет) 165 были экономически активными, 47 — неактивными (показатель активности — 77,8 %, в 1999 году было 72,7 %). Из 165 активных жителей работали 152 человека (80 мужчин и 72 женщины), безработных было 13 (8 мужчин и 5 женщин). Среди 47 неактивных 9 человек были учениками или студентами, 23 — пенсионерами, 15 были неактивными по другим причинам.